# باربرا جيرترود ييتس
باربرا جيرترود ييتس (بالإنجليزية: Barbara Gertrude Yates)‏ ‏ (1919-1998) هيَ عالمة رياضيات أيرلندية تُعتبر أول امرأة وُلدت وترعرت في أيرلندا وَحصلت على درجة الدكتوراة في الرياضيات البحتة.

## حياتها وعملها
وُلدت باربرا في يناير 1919 في دبلن لِعائلة مُتوفقة في الرياضيات في كلية الثالوث. والدُها هوَ جيمس ييتس (مولود في مقاطعة أوفالي في 1869- تُوفي في 1929) الذي عملَ كباحث في الرياضيات قبل تخرجه من كلية الثالوث في عام 1891، ثُم عمل مفتش مدرسة في أنحاء مُختلفة من أيرلندا حتى عام 1922، وذلك عندما انتقلت العائلة للعَيش في بلفاست بعد تَقسيم أيرلندا. أخوتها الأكبر سناً هنري جورج ييتس (1908-1954) وَجيمس غاريت ييتس (1917-1957) كانوا أيضاً باحثين في الرياضيات في كلية الثالوث. وقد سارت باربرا على نَفس الطَريق، حيثُ تَلقت نَفس هذا التميز في عام 1940 وقد تخرجت في عام 1941 بدرجة البكالوريوس في الرياضيات.
عَملت مع طاقم التدريس في جامعة الملكة في بلفسات بين عامي 1942-1945، وفي الفترة ما بين 1945-1948 عملت في جامعة أبردين، ثم انتقلت بعد ذلك إلى كلية رويال هولواي حيثُ دَرست فيها حتى تقاعدها عندَ سنة 65. في عام 1952 أكملت درجة الدكتوراة كُرمت في العام التالي من قبل امعة أبردين نتيجةً لأطروحتها الخاصة بمعادلة الفرق التفاضلية. مُرشدها هوَ السَير إدوارد ميتلاند رايت.

## روابط خارجية
- باربرا جيرترود ييتس في شجرة علماء الرياضيات